# Bahnhof Sankt Valentin
Der Bahnhof Sankt Valentin ist ein Durchgangsbahnhof und ein wichtiger Bahnknotenpunkt in Niederösterreich. In Sankt Valentin enden die Donauuferbahn und die Rudolfsbahn, außerdem liegt er an der Westbahn.

## Geschichte
1858 wurde der Bahnhof als Teil der Westbahn eröffnet. Seit 1868 hat die Strecke der Rudolfsbahn von St. Valentin nach Kleinreifling, Selzthal und weiter in den Süden hier ihren Endpunkt. 1872 wurde die Strecke nach Mauthausen, Gaisbach-Wartberg, Summerau und weiter nach Tschechien eröffnet.
Zwischen 1998 und 2002 wurde der Bahnhof umgebaut und barrierefrei gestaltet. Die neue Halle, eine zweigeschoßige Stahlverbundkonstruktion, wurde an das bestehende Bahnhofsgebäude angeschlossen. Auch der Vorplatz wurde neu gestaltet.
2019 wurde die Park-and-Ride-Anlage um 200 weitere Parkplätze auf insgesamt 500 Stellplätze erweitert.
Am 30. Oktober 2020 spätabends kam es zur Entgleisung, Umstürzen und Übereinanderschieben mehrerer Güterwaggons eines mit Kohle beladenen Zugs. Oberleitung und Gleise wurden schwer beschädigt, für Regionalverbindungen wurde ein Schienenersatzverkehr mit Bussen im westlichen Niederösterreich eingerichtet. Für den Personenfernverkehr und den Güterverkehr stehen nach Räumung und teilweiser Instandsetzung seit dem Folgetag 05.00 Uhr wieder zwei Gleise im Zuge der Westbahn zur Verfügung.

## Bahnhof
In der Bahnhofshalle gibt es eine Bäckerei, eine Trafik mit einem Eingang im Bahnhof und einem von der Westbahnstraße aus sowie zwei Fahrkartenautomaten, wovon einer in der Unterführung steht.
Entlang des 1. Bahnsteigs befindet sich ein Warteraum.
Der Bahnhof verfügt über einen kostenlosen Park&Ride-Parkplatz gegenüber dem Empfangsgebäude an der Kohlenplatzstraße. Von dort starten auch eventuelle Schienenersatzverkehre.
Am Bahnhofsvorplatz befinden sich Autobushaltestellen.

### Bahnsteige
Es gibt sieben Durchgangsgleise (Gleis 1–7) und zwei Stumpfgleise (Gleis 11 und 12). Zwischen den Bahnsteigen 1 und 2 gibt es zwei Durchfahrtsgleise, die für alle nicht haltenden Züge gedacht sind.
Railjet-Züge Richtung Salzburg halten immer auf Bahnsteig 1, Richtung Wien halten sie immer auf Bahnsteig 2.
Die Bahnsteige 3–7 sind für Regionalzüge nach Linz oder Amstetten und für die Züge der Linie S 1 nach Linz oder Steyr/Garsten gedacht, wobei von den Bahnsteigen 6 und 7 nur sehr selten Gebrauch gemacht wird.
Die Bahnsteige sind durch eine Unterführung erreichbar. Es gibt zu jedem Bahnsteig (außer 1, 11 und 12) einen Aufzug, eine Treppe, und einen barrierefreien Weg. Alle Bahnsteige sind überdacht.
Auf jedem Bahnsteig gibt es einen Warteraum und Fahrgastinformationen.
In Richtung Lagerhaus befindet sich der Güterbahnhof.

### Ansichten

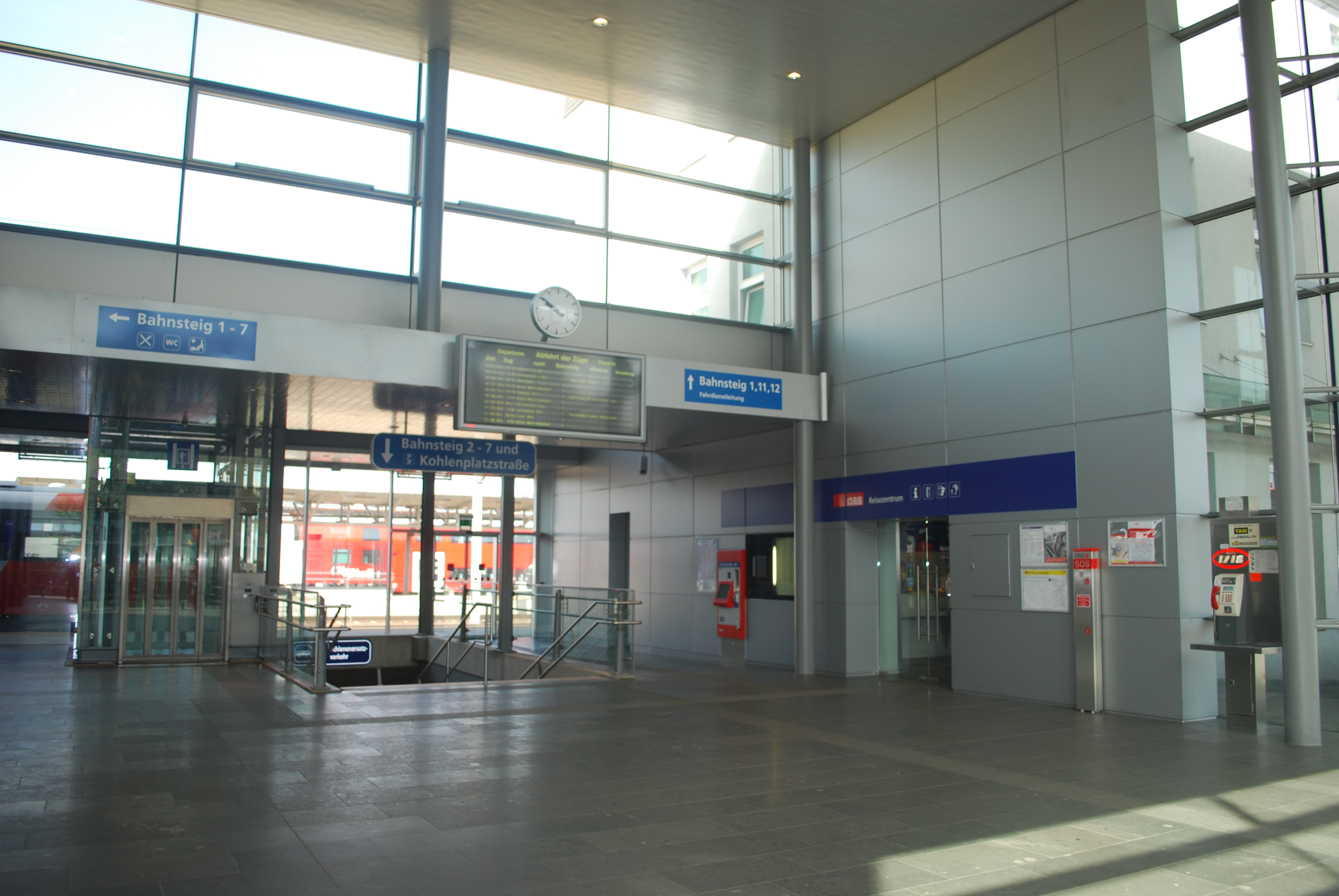
Bahnhofshalle
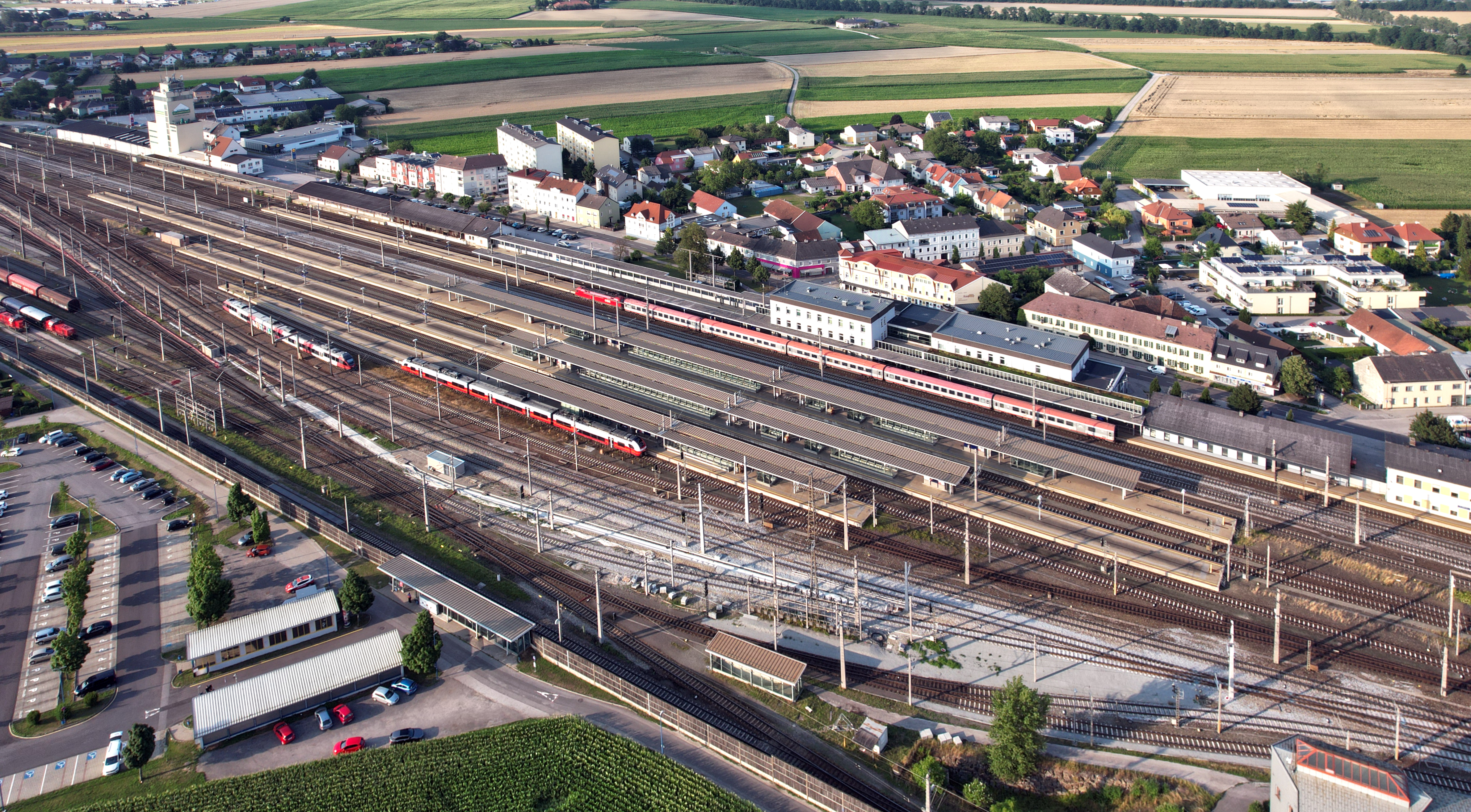
Luftbild
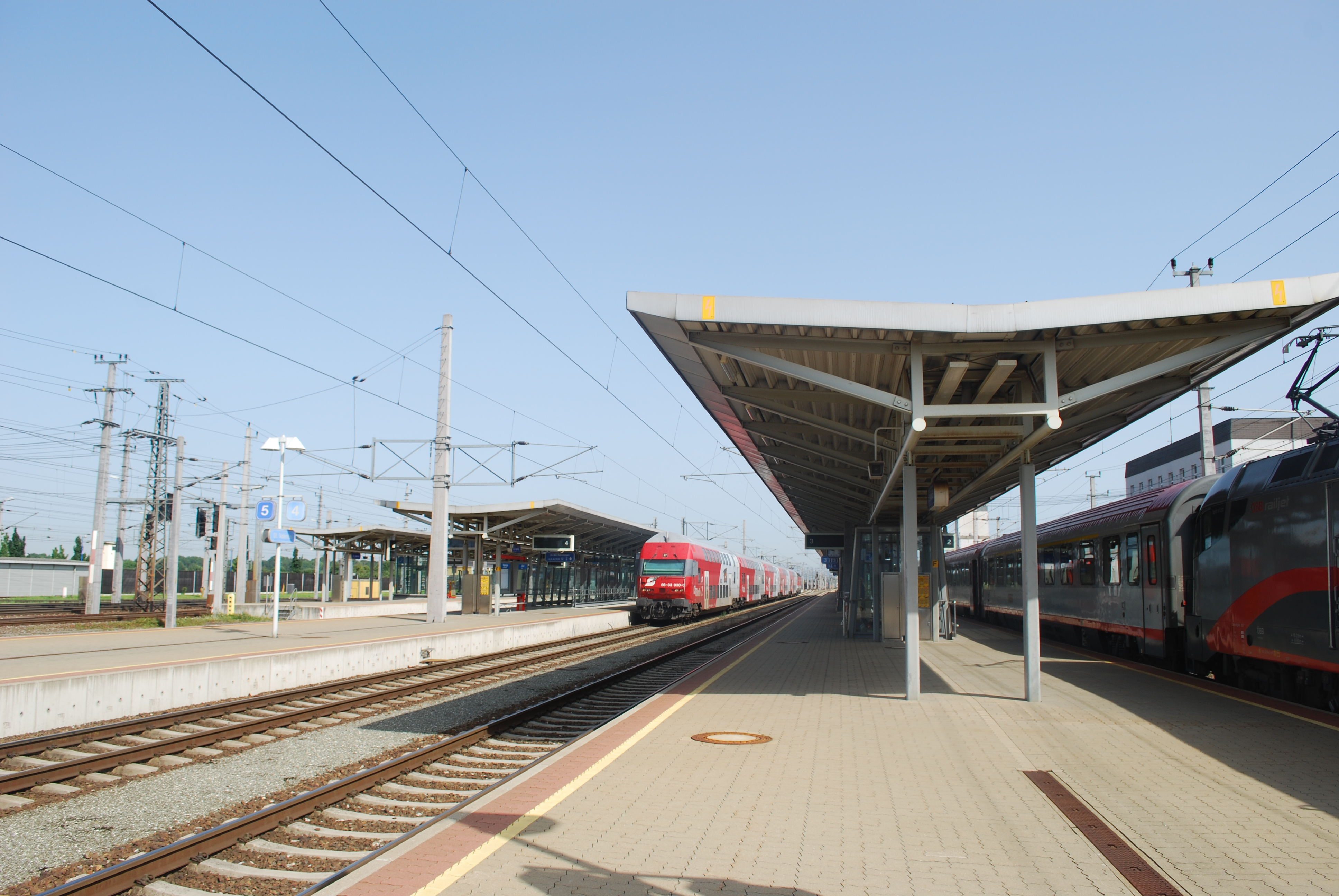
Bahnsteig 2/3 und 4/5
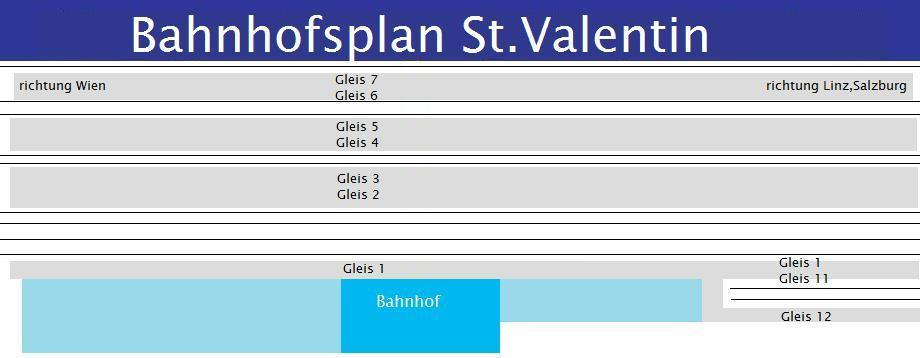
Gleisplan
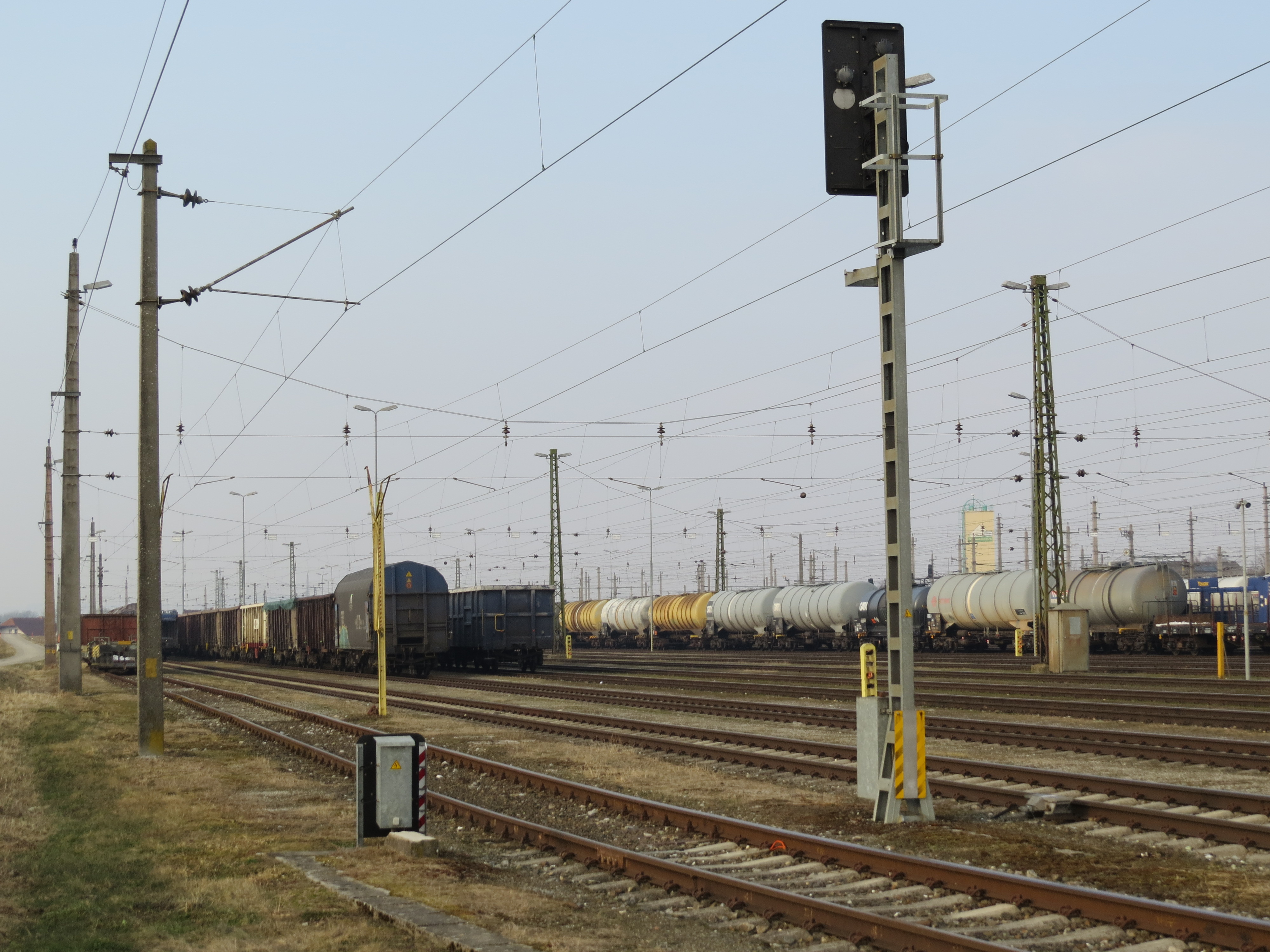
Güterbahnhof, im Hintergrund das Lagerhaus

## Betrieb

### Fernverkehr
| Linie   | Strecke | Takt (min) | Anmerkung                                                                      |
| ------- | --- | ---------- | ------------------------------------------------------------------------------ |
| Railjet | (Flughafen Wien -) Wien Hbf. – Wien Meidling – Tullnerfeld – St.Pölten Hbf. – Amstetten – St.Valentin – Linz Hbf. – Wels Hbf. – Attnang-Puchheim – Vöcklabruck – Neumarkt-Köstendorf – Salzburg Hbf. | 60 Min.    | täglich werden ein Railjet nach Bregenz und zwei nach Klagenfurt weitergeführt |

### Nahverkehr
| Linie | Strecke                                                                | Takt (min)                           |
| ----- | ---------------------------------------------------------------------- | ------------------------------------ |
| 1     | Linz Hbf – St. Valentin – Steyr – Garsten – (Kleinreifling – Selzthal) | 30 Min. (Mo.–Fr.), 60 Min. (täglich) |
| R33   | St. Valentin – Perg – Grein – (St. Nikola-Struden)                     | 120 Min.                             |
| R53   | St.Valentin – Stadt Haag – Amstetten                                   | 60 Min.                              |